# فهرست پادشاهان عربستان سعودی
در زیر فهرستی از پادشاهان عربستان سعودی نمایش داده شده است:

## امارت درعیه (نخستین دولت سعودی؛ ۱۸۱۸-۱۷۲۷)

پرچم خاندان آل سعود

| نام               | طول عمر   | شروع سلطنت | پایان سلطنت  | یادداشت                                                                              | دودمان  | تصویر |
| ----------------- | --------- | ---------- | ------------ | ------------------------------------------------------------------------------------ | ------- | ----- |
| محمد بن سعود      | ۱۷۶۵–۱۶۸۷ | ۱۷۲۷       | ۱۷۶۵         | بنیانگذار دولت نخست عربستان سعودی و پسر سعود یکم                                     | آل سعود |       |
| عبدالعزیز بن محمد | ۱۸۰۳–۱۷۲۱ | ۱۷۶۵       | ۱۸۰۳ کشته شد | فرزند امام محمد یکم                                                                  | آل سعود |       |
| سعود بن عبدالعزیز | ۱۸۱۴–۱۷۴۸ | ۱۸۰۳       | ۱۸۱۴         | فرزند امام عبدالعزیز یکم                                                             | آل سعود |       |
| عبدالله بن سعود   | ۱۸۱۸–۱۷۸۵ | ۱۸۱۴       | ۱۸۱۸         | وی آخرین حاکم دولت نخست عربستان سعودی که توسط عثمانی اعدام شد.، فرزند امام سعود دوم. | آل سعود |       |

## امارت نجد (دومین دولت سعودی؛ ۱۸۹۱-۱۸۲۳)
| نام               | طول عمر    | شروع سلطنت | پایان سلطنت    | یادداشت                                 | دودمان  | تصویر |
| ----------------- | ---------- | ---------- | -------------- | --------------------------------------- | ------- | ----- |
| ترکی بن عبدالله   | ۱۸۳۴– ۱۷۵۵ | ۱۸۲۳       | ۱۸۳۴ کشته شد   | بنیانگذار دولت دوم سعودی و نوه محمد یکم | آل سعود |       |
| میشاری            | ۱۸۳۴– ۱۷۸۶ | ۱۸۳۴       | ۱۸۳۴ کشته شد   | فرزند امام ترکی یکم                     | آل سعود |       |
| فیصل بن ترکی      | ۱۸۶۵– ۱۷۸۵ | ۱۸۳۴       | ۱۸۳۸ (دور اول) | پسر ترکی بن عبدالله                     | آل سعود |       |
| خالد بن سعود      | ۱۸۶۵– ۱۸۱۱ | ۱۸۳۸       | ۱۸۴۱           | فرزند امام عبدالعزیز یکم                | آل سعود |       |
| عبدالله بن ثنیان  | ؟ – ۱۸۴۳   | ۱۸۴۱       | ۱۸۴۳           | فرزند امام سعود دوم                     | آل سعود |       |
| فیصل بن ترکی      | ۱۸۶۵– ۱۷۸۵ | ۱۸۴۳       | ۱۸۶۵ (دور دوم) | پسر ترکی بن عبدالله                     | آل سعود |       |
| عبدالله بن فیصل   | ۱۸۸۹– ۱۸۳۱ | ۱۸۶۵       | ۱۸۷۱ (دور اول) | پسر فیصل بن ترکی                        | آل سعود |       |
| سعود بن فیصل      | ؟ – ۱۸۷۴   | ۱۸۷۱       | ۱۸۷۱ (دور اول) | پسر امام عبدالله یکم                    | آل سعود |       |
| عبدالله بن فیصل   | ۱۸۸۹– ۱۸۳۱ | ۱۸۷۱       | ۱۸۷۳ (دور دوم) | پسر فیصل بن ترکی                        | آل سعود |       |
| سعود بن فیصل      | ؟ – ۱۸۷۴   | ۱۸۷۳       | ۱۸۷۵ (دور دوم) | پسر امام عبدالله یکم                    | آل سعود |       |
| عبدالرحمن بن فیصل | ۱۹۲۸–۱۸۵۰  | ۱۸۷۵       | ۱۸۷۶ (دور اول) | پسر امام فیصل یکم                       | آل سعود |       |
| عبدالله بن فیصل   | ۱۸۸۹– ۱۸۳۱ | ۱۸۷۶       | ۱۸۸۹ (دور سوم) | پسر فیصل بن ترکی                        | آل سعود |       |
| عبدالرحمن بن فیصل | ۱۹۲۸–۱۸۵۰  | ۱۸۸۹       | ۱۸۹۱ (دور دوم) | پسر امام فیصل یکم                       | آل سعود |       |

## دولت سوم عربستان (۱۹۰۲–اکنون)
- ۱۹۱۳- ۱۹۰۲: امارت ریاض
- ۱۹۲۱- ۱۹۱۳: امارت نجد و حسا
- ۱۹۲۶- ۱۹۲۱: پادشاهی نجد
- ۱۹۳۲- ۱۹۲۶: پادشاهی حجاز و نجد
- تاکنون - ۱۹۳۲: پادشاهی عربستان سعودی

| نام                    | طول عمر                                 | شروع سلطنت                | پایان سلطنت                | یادداشت                                                               | دودمان  | تصویر |
| ---------------------- | --------------------------------------- | ------------------------- | -------------------------- | --------------------------------------------------------------------- | ------- | ----- |
| عبدالعزیز بن عبدالرحمن | ۱۵ ژانویهٔ ۱۸۷۵ – ۹ نوامبر ۱۹۵۳ (۷۸ سال) | ۱۳ ژانویه ۱۹۰۲            | ۹ نوامبر ۱۹۵۳ (مرگ طبیعی)  | سلطنت با کودتا ایجاد شد پسر عبدالرحمن بن فیصل و سارا بنت احمد السدیری | آل سعود |       |
| ملک سعود               | ۱۵ ژانویهٔ ۱۹۰۲ – ۲۳ فوریهٔ ۱۹۶۹ (۶۷ سال) | ۹ نوامبر ۱۹۵۳ (۵۱ سالگی)  | ۲ نوامبر ۱۹۶۴ (برکنارشد)   | فرزند عبدالعزیز بن عبدالرحمن و وضحی بنت محمد العریعر                  | آل سعود |       |
| ملک فیصل               | ۱۴ آوریل ۱۹۰۶ – ۲۵ مارس ۱۹۷۵ (۶۸ سال)   | ۲ نوامبر۱۹۶۴ (۵۸ سالگی)   | ۲۵ مارس ۱۹۷۵ (ترور شد)     | فرزند عبدالعزیز بن عبدالرحمن و طرفه بنت عبدالله آل شیخ                | آل سعود |       |
| ملک خالد               | ۱۳ فوریهٔ ۱۹۱۳ – ۱۳ ژوئن ۱۹۸۲ (۶۹ سال)   | ۲۵ مارس ۱۹۷۵ (۶۲ سالگی)   | ۱۳ ژوئن ۱۹۸۲ (مرگ طبیعی)   | فرزند عبدالعزیز بن عبدالرحمن و الجوهره بنت مساعد بن جلوی              | آل سعود |       |
| ملک فهد                | ۱۶ مارس ۱۹۲۱ – ۱ اوت ۲۰۰۵ (۸۴ سالگی)    | ۱۳ ژوئن ۱۹۸۲ (۶۱ سالگی)   | ۱ اوت ۲۰۰۵ (مرگ طبیعی)     | فرزند عبدالعزیز بن عبدالرحمن و حصه سدیری                              | آل سعود |       |
| ملک عبدالله            | ۱ اوت ۱۹۲۴ – ۲۳ ژانویهٔ ۲۰۱۵ (۹۰ سال)    | ۱ اوت ۲۰۰۵ (۸۱ سالگی)     | ۲۳ ژانویه ۲۰۱۵ (مرگ طبیعی) | فرزند عبدالعزیز بن عبدالرحمن و فهده بنت العاصی الشریم الشمّری          | آل سعود |       |
| ملک سلمان              | ۳۱ دسامبر ۱۹۳۵ ‏(۸۹ سال)                 | ۲۳ ژانویه ۲۰۱۵ (۷۹ سالگی) | متصدی                      | فرزند عبدالعزیز بن عبدالرحمن و حصه سدیری                              | آل سعود |       |